# 血鸚鵡 (小說)
《血鸚鵡》為古龍晚期作品，1974年10月南琪出版，附在《多情環》书后。連載中途棄筆，自第五章中段由黃鷹代筆，之後黃鷹再完成了五部類似作品合併出版為《驚魂六記》，因大部分為黃鷹代筆，多列為黃鷹作品。古龍曾說：「你看過了驚魂六記之後，你才知道原來文字表達的恐怖，比電視、音響所表達的更恐怖。」是古龍首度將武俠與恐怖驚悚結合的實驗之作。

## 故事大綱
據說幽冥中的諸魔群鬼是沒有血的。這傳說並不正確。鬼沒有血，魔有血。魔血。據說有一次他們為了慶賀九天十地第一神魔十萬歲的壽辰，就用他們的魔血，化成了一隻鸚鵡，作為他們的賀禮。十萬神魔，十萬滴血，化成了一隻血鸚鵡。據說這只鸚鵡不但能說出天上地下所有的秘密，而且還能給人三個願望。只要你能看見它，抓住它，它就會給你三個願望。無論什麼樣玄鶴的願望，它都能讓你實現。據說這只鸚鵡每隔七年就要降臨人間一次，據說真的有人看見過它。它真的讓人實現了三個願望。現在距離它上次降臨人間時，已經又有七年了...

## 主要人物
- 王風：原名王重生，外号“铁胆剑客”，是一名浪迹天涯的义侠。帮助铁恨等人追查太平王和失踪宝藏的下落，最终破解血鹦鹉之秘。
- 血奴：太平王的女兒，伪装成鹦鹉楼名妓，与铁恨等人一起暗中追查太平王和失踪宝藏的下落。

## 次要人物
- 李大娘：太平王最宠爱的四个姬妾之一。
- 鐵恨：太平王手下，「四大名捕」之一，外號「鐵手無情」, 十三血奴之一。
- 韋七娘：太平王手下, 外號「神針」，表面上只是一個十多歲的小女孩，實際上已有卅多歲, 十三血奴之一。
- 常笑：「四大名捕」之一，外號「毒劍」，口蜜腹劍。
- 萧百草： 太平王手下,十三血奴之一。
- 安子豪：太平王手下, 十三血奴之一。
- 甘老头：太平王手下, 十三血奴之一。
- 老蛔虫： 太平王手下, 十三血奴之一。
- 武三爷：精通少林武功的江湖大盗，想抢夺太平王的宝藏，最终被被甘老头击毙。

## 小說目錄
1. 不要命的人
2. 黑衣鐵恨
3. 鸚鵡樓驚艷
4. 魔刀與魔石
5. 開棺驗屍
6. 毒劍常笑
7. 嚇煞人
8. 活壁
9. 老謀深算
10. 疑雲重重
11. 死亡鈴聲
12. 血奴
13. 藝高人膽大
14. 恐怖陷阱
15. 魔由心生
16. 血鸚鵡的願望

## 改編成電台電視電影廣播劇
《血鹦鹉》于1981年被邵氏电影公司改编成电影，并于1981年10月1日上映。由白彪饰演叶停枫（即原著里的王风），梁珍妮饰演血奴。
- 互联网电影数据库（IMDb）上《血鸚鵡》的资料（英文）